# Regionalwahl in Ligurien 2005
Die Regionalwahl in Ligurien 2005 fand am 3. und 4. April statt; der Regionalrat und der Präsident der Region wurden gleichzeitig gewählt.

## Wahlergebnis
| Kandidaten                                        | Kandidaten              | Stimmen | %    | Listen              | Stimmen | %    | Mandate |
| ------------------------------------------------- | ----------------------- | ------- | ---- | ------------------- | ------- | ---- | ------- |
|                                                   | Claudio Burlandogewählt | 491.545 | 52,6 | Uniti nell'Ulivo    | 279.727 | 34,4 | 12      |
| Partito della Rifondazione Comunista              | Claudio Burlandogewählt | 491.545 | 52,6 | 53.626              | 6,6     | 2    |         |
| Gente della Liguria                               | Claudio Burlandogewählt | 491.545 | 52,6 | 35.831              | 4,4     | 1    |         |
| Partito dei Comunisti Italiani                    | Claudio Burlandogewählt | 491.545 | 52,6 | 21.877              | 2,7     | 1    |         |
| Federazione dei Verdi                             | Claudio Burlandogewählt | 491.545 | 52,6 | 16.089              | 2,0     | 1    |         |
| Italia dei Valori                                 | Claudio Burlandogewählt | 491.545 | 52,6 | 10.611              | 1,3     | 1    |         |
| Popolari UDEUR                                    | Claudio Burlandogewählt | 491.545 | 52,6 | 7.707               | 0,9     | –    |         |
| Partito Pensionati                                | Claudio Burlandogewählt | 491.545 | 52,6 | 6.926               | 0,9     | –    |         |
| Consumatori                                       | Claudio Burlandogewählt | 491.545 | 52,6 | 1.774               | 0,2     | –    |         |
| Patto dei Liberaldemocratici                      | Claudio Burlandogewählt | 491.545 | 52,6 | 449                 | 0,1     | –    |         |
| Mandate der Listengruppe                          | Claudio Burlandogewählt | 491.545 | 52,6 | –                   | –       | 8    |         |
| ↳ Gesamt                                          | Claudio Burlandogewählt | 491.545 | 52,6 | 434.617             | 53,4    | 26   |         |
|                                                   | Sandro Biasotti         | 434.934 | 46,6 | Forza Italia        | 160.305 | 19,7 | 6       |
| Per la Liguria                                    | Sandro Biasotti         | 434.934 | 46,6 | 71.067              | 8,7     | 3    |         |
| Alleanza Nazionale                                | Sandro Biasotti         | 434.934 | 46,6 | 58.221              | 7,1     | 2    |         |
| Lega Nord                                         | Sandro Biasotti         | 434.934 | 46,6 | 38.060              | 4,7     | 1    |         |
| Unione dei Democratici Cristiani e di Centro      | Sandro Biasotti         | 434.934 | 46,6 | 26.639              | 3,3     | 1    |         |
| Liguria Nuova - Lista Castellaneta                | Sandro Biasotti         | 434.934 | 46,6 | 5.857               | 0,7     | –    |         |
| Socialisti e Liberali (Nuovo PSI - PLI)           | Sandro Biasotti         | 434.934 | 46,6 | 5.745               | 0,7     | –    |         |
| Pensionati e Invalidi - Anima-listi Ambientalisti | Sandro Biasotti         | 434.934 | 46,6 | 4.495               | 0,6     | –    |         |
| Lista Consumatori                                 | Sandro Biasotti         | 434.934 | 46,6 | 3.888               | 0,5     | –    |         |
| Nicht gewählte Direktkandidat                     | Sandro Biasotti         | 434.934 | 46,6 | –                   | –       | 1    |         |
| ↳ Gesamt                                          | Sandro Biasotti         | 434.934 | 46,6 | 374.277             | 46,0    | 14   |         |
|                                                   | Angelo Riccobaldi       | 7.313   | 0,8  | Alternativa Sociale | 5.441   | 0,7  | –       |
| Gesamt                                            | Gesamt                  | 933.792 | 100  |                     | 814.335 | 100  | 40      |